# VIM 항공
VIM 항공(영어: VIM Airlines)은 러시아의 항공 회사로 현재 운영하고 있는 것은 임대 계약과 국제선 전세기 스케줄 뿐만 아니라 여객 및 화물 서비스를 취급한다. 허브 공항은 모스크바 도모데도보 국제공항을 사용한다.

## 역사
2000년에 설립해 운영을 시작했다. 2004년 말에 차티비아 항공과 아에로 브레트스크를 인수한데 이어 2005년 러시아 스카이 항공을 인수했다. 2004년에 새로운 주주가 12대의 항공기를 구매했는데 보잉 757-200를 도입했다. 현재 VIM 항공은 전세 항공편을 주력으로 하는 항공사로 알려졌다.

## 보유 기종
- 2012년 8월 기준으로 VIM 항공은 다음과 같은 기종을 보유하고 있으며 평균 기령은 18.5년이다.[1][2][3]

## 사진

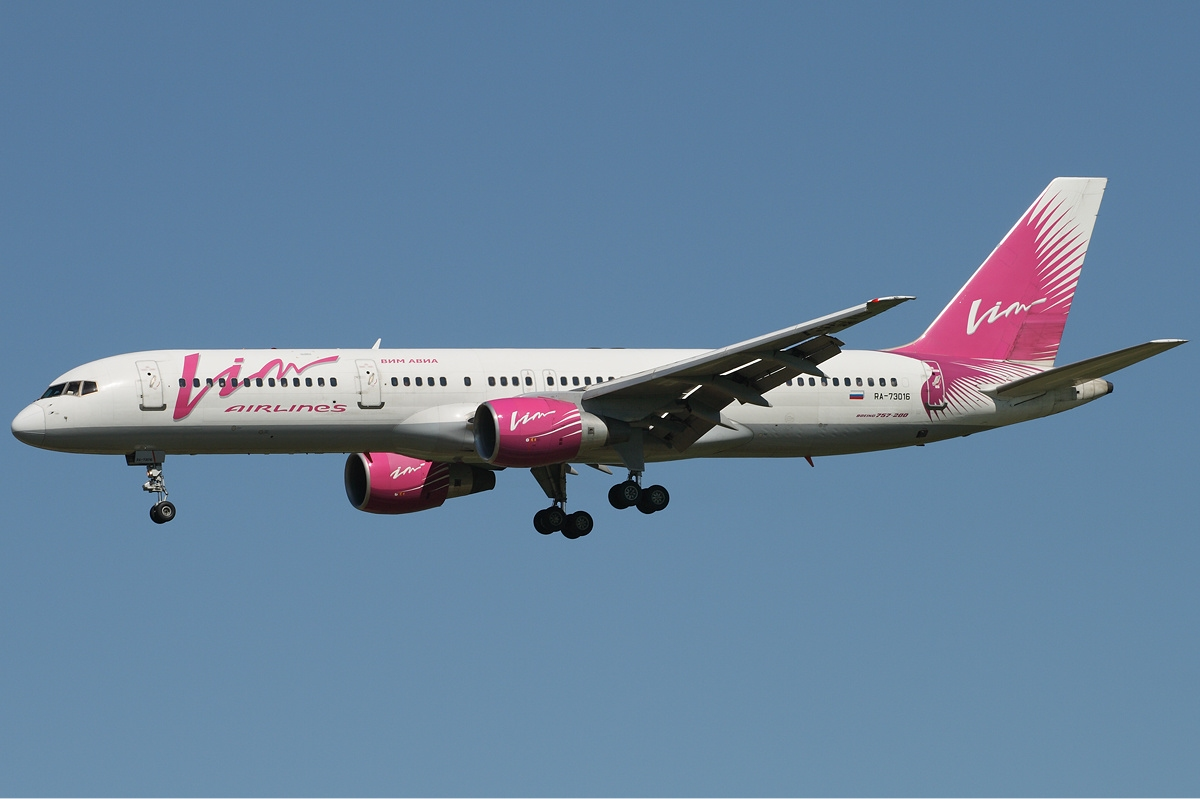
VIM 항공의 보잉 757-200
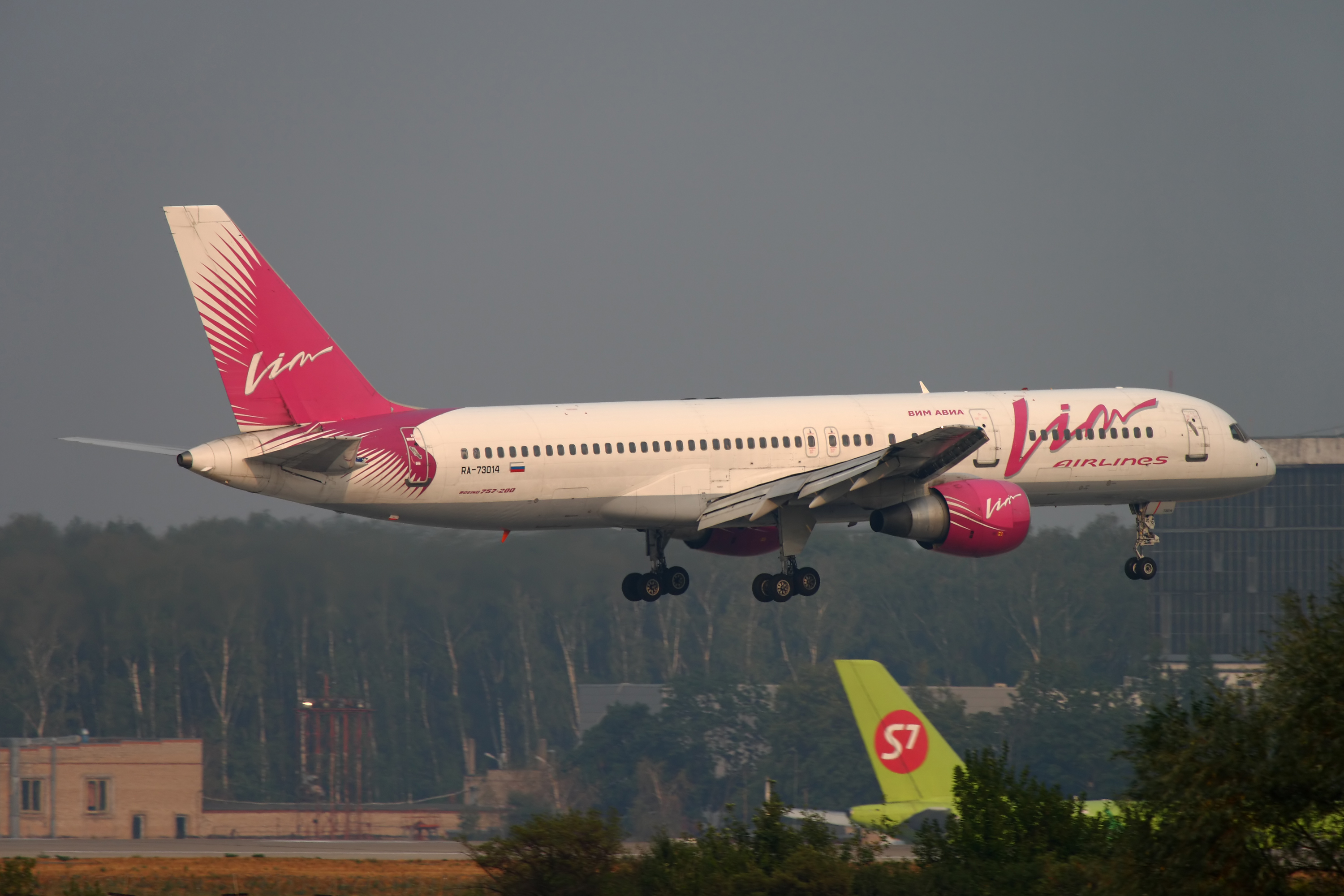
VIM 항공의 보잉 757-200
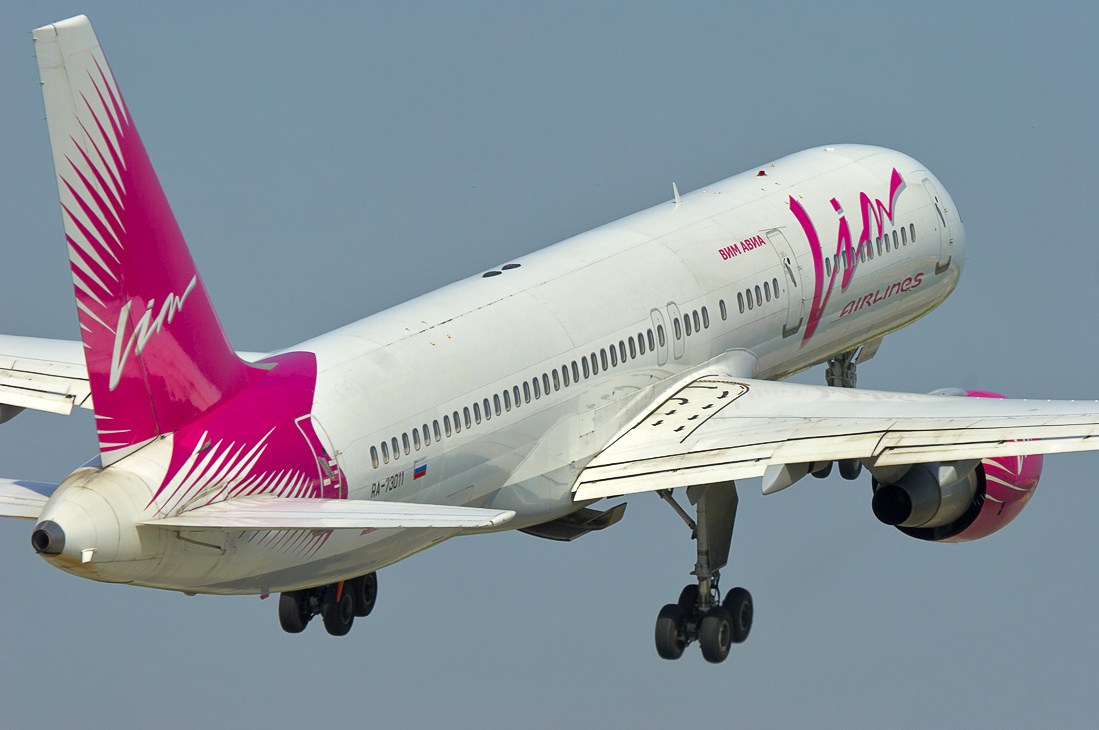
VIM 항공의 보잉 757-200